# Space Empires IV
Space Empire IV est un jeu vidéo 4X de stratégie au tour par tour développé par Malfador Machinations, sorti en 2000 sur PC (Windows).

## Accueil
| Space Empires IV      |      |       |
| Média                 | Pays | Notes |
| Computer Gaming World | US   | 4/5   |
| GameSpot              | US   | 81 %  |